# Affetto/Op. 29 in Do maggiore
Affetto/Op. 29 in Do maggiore è un singolo di Eugenio Finardi, pubblicato dalla Cramps nel 1977, primo singolo estratto dall'album Blitz.

## Tracce
Lato A
1. Affetto

Lato B
1. Op. 29 in Do maggiore